# Gösta Hellgren

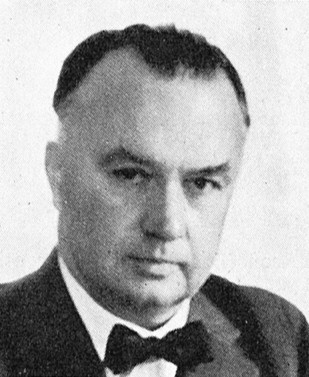
Gösta Hellgren.

Anton Gösta Hellgren, född 4 november 1877 i Stockholm, död 5 oktober 1946, var en svensk väg- och vattenbyggnadsingenjör.

## Biografi
Hellgren utexaminerades från Kungliga Tekniska högskolan 1898, blev baningenjör vid Statens Järnvägar 1907, arbetschef där 1914, 1:e byrådirektör i Kungliga järnvägsstyrelsen 1918 och var verkställande direktör för AB Stockholms Spårvägar 1923–40. Han var ledamot av Tunnelbanedelegerade 1940.
Han blev löjtnant i Väg- och vattenbyggnadskåren 1904, kapten 1913, major 1923 och överstelöjtnant 1935.
Hellgren utarbetade, tillsammans med sin assistent Torsten R. Åström, Stockholm; förslag till avveckling av spårvägstrafiken i inre staden (1939), det första förslaget till nedläggning av spårvägstrafiken i Stockholms innerstad.